# Pentagon (microordenador)

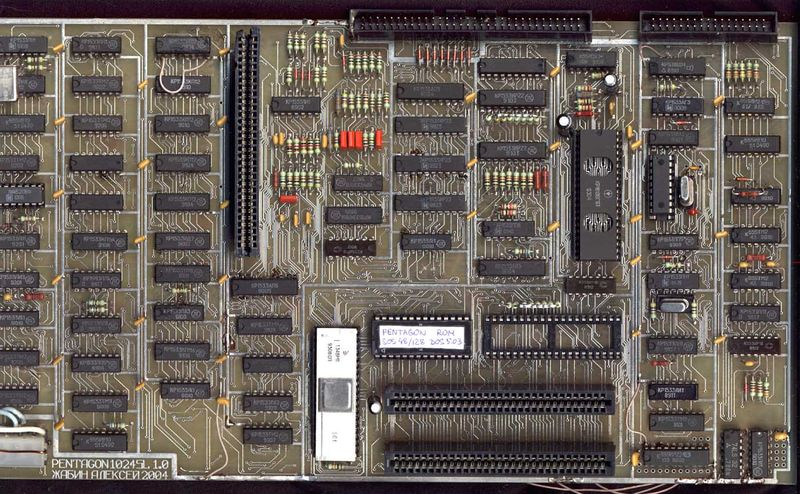
Placa base del Pentagon 1024SL v1.x

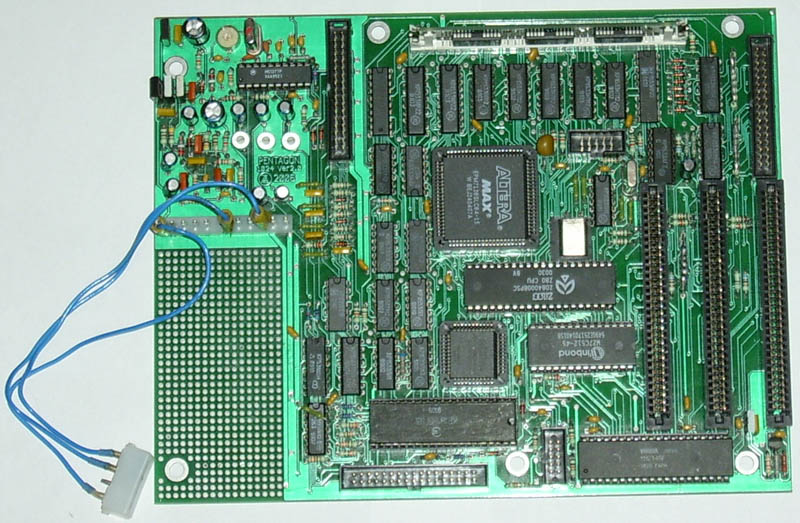
Placa base del Pentagon 1024SL v2.x

El microordenador Pentagon (en ruso, Пентаго́н), cuya fabricación se inició en 1989 en la antigua Unión Soviética, es un clon del Sinclair ZX Spectrum. Posteriores modelos incorporaron el llamado modo "Turbo", para hacer trabajar al microprocesador por encima de sus originales 3.50 MHz. Utilizaba un clónico del Zilog Z80, el КР1858ВМ1/3, Т34ВМ1, capaz de funcionar a 7 MHz.
Los primeros modelos incorporaban 48 KiB, 128 KiB o 512 KiB de RAM, ampliables a 4 MiB. El último modelo fue el Pentagon 1024SL v2.3, que incluía 1024 KiB RAM, interface Beta Disk y puertos ZX-BUS especiales para tarjetas IDE y General Sound.

## Versiones
| Modelo                   | Año  | Características                                |
| ------------------------ | ---- | ---------------------------------------------- |
| Pentagon 48K             | 1989 | Beta Disk Interface 128                        |
| Pentagon 128K            | 1991 | PSG AY-3-8910                                  |
| Pentagon 128K 2+         | 1991 | PSG AY-3-8910 a 3,5 MHz                        |
| Pentagon 128K 3+ (Sólon) | 1993 | ?                                              |
| Pentagon 1024SL v1.x     | 2005 | 1 MiB de RAM                                   |
| Pentagon 1024SL v2.x     | 2006 | Modo "turbo" (7 MHz) Dos nuevos modos gráficos |